# 葉琦
葉琦（1435年—？），字廷圭，直隸徽州府祁門縣人，明朝政治人物。進士出身。

## 生平
景泰四年（1453年）癸酉科應天府鄉試第一名。天順八年（1464年）甲申科會試，殿試登進士第二甲第七十五名。未任職。

## 家族
曾祖葉希元。祖父葉汝舟。父葉孟頤。
子叶藟，弘治八年經魁，官至慶遠府知府。